# Kūh Ḩasanābād
Kūh Ḩasanābād (persiska: کوه حسن آباد, Ḩasanābād-e Karah) är en ort i Iran.   Den ligger i provinsen Kermanshah, i den västra delen av landet, 500 km väster om huvudstaden Teheran. Kūh Ḩasanābād ligger 1 444 meter över havet och antalet invånare är 213.
Terrängen runt Kūh Ḩasanābād är kuperad åt nordväst, men åt sydost är den platt.Runt Kūh Ḩasanābād är det ganska glesbefolkat, med 48 invånare per kvadratkilometer. Närmaste större samhälle är Ravānsar, 13,9 km öster om Kūh Ḩasanābād. Trakten runt Kūh Ḩasanābād består i huvudsak av gräsmarker.